# 12189 Dovgyj
12189 Dovgyj è un asteroide della fascia principale. Scoperto nel 1978, presenta un'orbita caratterizzata da un semiasse maggiore pari a 2,2908454 UA e da un'eccentricità di 0,1497334, inclinata di 5,67401° rispetto all'eclittica.